# May Sinclair
Mary Amelia St. Clair, känd under pseudonymen May Sinclair, född 24 augusti 1863 i Rock Ferry, Cheshire, död 14 november 1946 i Buckinghamshire, var en brittisk feminist och författare.
St. Clair anslöt sig 1908 till Women's Freedom League, deltog i rösträttsmarscher, samlade in pengar och skrev artiklar för Votes for Women. Hon skrev även pamfletten Feminism för Woman Writers Suffrage League. Hon skrev poesi, noveller, litteraturkritik, filosofiska verk och 24 romaner. Av dessa kan särskilt nämnas The Tree of Heaven (1917), en fiktiv skildring av kvinnorörelsen, baserad på hennes egna erfarenheter, Mary Olivier: A Life (1919), en fiktiv biografi över en poet, med särskild betoning på mor-dotter-relationen, och Life and Death of Harriett Frean (1922).